# Heiner Scheffold
Heiner Scheffold (* 28. Oktober 1962 in Alpirsbach) ist ein parteiloser deutscher Kommunalpolitiker. Seit 1. Oktober 2016 ist er Landrat des Alb-Donau-Kreises.

## Leben
Scheffold ist in Alpirsbach im Schwarzwald geboren und aufgewachsen. Nach seinem Abitur und der Ableistung des Grundwehrdienstes bei der Luftwaffe in Manching bei Ingolstadt und Sulz am Neckar studierte Scheffold von 1983 bis 1988 Forstwissenschaft an der Albert-Ludwigs-Universität in Freiburg mit einem Auslandsaufenthalt in Curitiba, Brasilien. Seit 1983 ist er Mitglied der katholischen Studentenverbindung KDStV Hercynia Freiburg im Breisgau im CV.
Nach dem Referendariat, das er in den Jahren 1988 und 1989 in Herrenberg und dann in Geislingen an der Steige ableistete, übernahm Scheffold 1990 nach der Großen Forstlichen Staatsprüfung zunächst die stellvertretende und anschließend die kommissarische Leitung des Forstamts Tübingen.
Von dort wechselte er 1991 in das Ministerium für Ländlichen Raum und Verbraucherschutz in Stuttgart in die Querschnittsfunktion als Referent für Personal und Organisation. Von Februar 1998 bis April 1999 absolvierte Scheffold die Führungsakademie des Landes in Karlsruhe, einer Einrichtung zur gezielten Fortbildung für herausgehobene Führungspositionen. In dieser Zeit arbeitete er während eines Auslandsaufenthalts mehrere Monate in der Ministerialverwaltung in Neuseeland.
Im Zuge einer landesweiten Ausschreibung aller Dienststellen wurde Heiner Scheffold im Oktober 1998 zum Leiter des Forstamts Ehingen bestellt. Den Dienst trat er dort nach der Führungsakademie im Mai 1999 an. Nach der Verwaltungsstrukturreform war er ab 2005 bis Mitte 2006 Leiter des Fachdienstes Forst, Naturschutz im Landratsamt Alb-Donau-Kreis.  2006 kehrte Scheffold in das Ministerium Ländlicher Raum nach Stuttgart zurück, nachdem ihm dort die Leitung des Grundsatzreferates Ländlicher Raum übertragen worden war. Dort beschäftigte er sich insbesondere mit Infrastrukturfragen des Ländlichen Raums. Ihm oblag zudem die Geschäftsführung des Kabinettsausschusses Ländlicher Raum, einem Ausschuss der Landesregierung. 2009 übernahm Scheffold die Geschäftsführung des kaufmännisch geführten Landesbetriebs ForstBW in diesem Ministerium sowie kurze Zeit später zusätzlich die Funktion des stellvertretenden Abteilungsleiters Abteilung 5 Waldwirtschaft, Landesbetrieb ForstBW. 2013 wechselte Heiner Scheffold als Erster Landesbeamter und Stellvertreter des Landrats zurück in den Alb-Donau-Kreis.
Am 11. Juli 2016 wählte der Kreistag des Alb-Donau-Kreises Heiner Scheffold mit 57 von 58 abgegebenen Stimmen zum Landrat des Alb-Donau-Kreises. Der Amtsantritt erfolgte zum 1. Oktober 2016. Am 24. Juli 2024 wurde er mit 53 von 60 Stimmen für eine zweite Amtszeit wiedergewählt.
Heiner Scheffold wohnt in Ehingen. Er ist verheiratet und hat drei Kinder.

## Weitere Ämter
In seiner Funktion als Landrat ist Heiner Scheffold Aufsichtsratsvorsitzender der Alb-Donau-Kreis-GmbH, der Krankenhaus GmbH Alb-Donau-Kreis, der Pflegeheim GmbH Alb-Donau-Kreis sowie der Kreisbaugesellschaft mbH Alb-Donau. Kraft Amt ist er auch Vorstandsvorsitzender des Landschaftserhaltungsverbandes (LEV) und Mitglied des Verwaltungsrats der Oberschwäbischen Elektrizitätswerke (OEW). Zudem ist er im jährlichen Wechsel mit dem Oberbürgermeister der Stadt Ulm Vorsitzender des Verwaltungsrats der Sparkasse Ulm und Vorsitzender des Verwaltungsrats der Thermischen Abfallverwertung Donautal (TAD).
2016 wurde Heiner Scheffold zum Vorsitzenden des Verwaltungsrats der gemeinsamen Kommunalanstalt (Komm.Pakt.Net) gewählt, dem größten interkommunalen Verbund zum Breitbandausbau in Deutschland.  Seit 2016 ist er Vorstandsvorsitzender der Stiftung Urgeschichtliches Museum Blaubeuren. Zudem war er zwischen 2016 und 2024 Aufsichtsratsvorsitzender der Donau-Iller-Nahverkehrsverbund GmbH (DING).
Er wurde 2017 Vorsitzender des Beirats Erdgas Südwest, 2021 Vorsitzender des Gruppenausschusses Forstwirtschaftliche Betriebe im Kommunalen Arbeitgeberverband Baden-Württemberg (KAVBW), 2022 Vorstandsvorsitzender der Innovationsregion Ulm, 2023 stellvertretender Vorsitzender des Zweckverbandes Oberschwäbische Elektrizitätswerke (OEW). Am 4. Mai 2023 wurde Scheffold zudem zum Aufsichtsrat des Energieversorgers EnBW bestellt.

## Gesundheitspolitische Aktivitäten
Seit Februar 2017 gehört Scheffold dem Gesundheitsausschuss des Landkreistages Baden-Württemberg an. Im September 2021 übernahm er dessen Vorsitz. Er sitzt zudem im Gesundheitsausschuss des Deutschen Landkreistages.
Im Jahr 2019 wurde Heiner Scheffold in den Vorstand der Baden-Württembergischen Krankenhausgesellschaft (BWKG) gewählt. 2021 wurde er Vorstandsvorsitzender. Kraft dieses Amtes ist er Mitglied im Landeskrankenhausausschuss. Seit September 2021 ist er zudem Präsidiumsmitglied der Deutschen Krankenhausgesellschaft (DKG).